# خودنیتسه
خودنیتسه (به چکی: Chudenice) یک منطقهٔ مسکونی در جمهوری چک است که در ناحیه کلاتووی واقع شده‌است. خودنیتسه ۲۱٫۱۲ کیلومتر مربع مساحت و ۷۸۵ نفر جمعیت دارد و ۴۸۸ متر بالاتر از سطح دریا واقع شده‌است.